# 黄翔鹏
黄翔鹏（1927年12月26日—1997年5月8日），曾用名羊鹏、祥鹏、羊朋，男，江苏南京人，中国音乐史学家，曾任中央音乐学院音乐学系讲师、中国艺术研究院博士生导师、中国音乐家协会常务理事兼民族音乐委员会主任、中国传统音乐学会会长、《中国音乐文物大系》主编，提出了“钟律”、“琴律即钟律”、“复合律制”、“同均三宫”等理论。

## 生平
黄翔鹏出生于南京，曾就读于南京钟英中学。1941年在该中学时加入“团结救国社”，1945年8月加入中国共产党，任钟英中学地下党支部书记。1947年，他自金陵大学物理系肄业，转入南京国立音乐院（即今中央音乐学院）理论作曲系，1951年毕业，之后进入中央音乐学院音乐学、中国艺术研究院教书。
1978年，51岁的黄翔鹏开始用自己的名字公开发表学术文章。1978年就读中国艺术研究院音乐研究所研究生，是该研究所第一届研究生。1985年至1988年，他是中国艺术研究院音乐研究所所长，之后退休。1999年9月，他的《曾侯乙钟磬铭文乐学体系初探》获文化部第一届文化艺术科学优秀成果奖一等奖。

## 扩展阅读
- 中国艺术研究院音乐研究所，2019年，《黄翔鹏先生纪念文集》，文化艺术出版社。